# PAE Apolon Pondu
Podosferiki Anonimi Eteria Apolon Pondu (gr. Ποδοσφαιρική Ανώνυμη Εταιρεία Απόλλων Πόντου) – grecki klub piłkarski z siedzibą w Kalamarii na przedmieściach Salonik, założony 24 stycznia 1926, nazwany na cześć greckiego boga Apolla.

## Historia
Chronologia nazw:
- 1926: Apolon Kalamaria (gr. Απόλλων Καλαμαριά)
- 1983: PAE Apolon Kalamaria (gr. Απόλλων Καλαμαριας Π.Α.Ε.)
- 2006: PAE Apolon 1926 (gr. Απολλων 1926 Π.Α.Ε.)
- 2017: PAE Apolon Pondu (gr. Π.Α.Ε. Απόλλων Πόντου)

Klub piłkarski Apolon Pondu został założony w miejscowości Kalamaria 24 stycznia 1926 roku. W 1927 zespół startował w Protatlima G Katigorias (III liga) w Salonikach. W drugim powojennym sezonie 1946/47 klub debiutował w regionalnych mistrzostwach EPSM, zajmując ostatnie 6.miejsce i spadając do II ligi regionalnej. W 1948/49 znów startował w mistrzostwach EPSM, gdzie awansował już na 5.pozycję. Potem w sezonie 1952/53 klub zajął czwartą lokatę w mistrzostwach EPSM. Dopiero w sezonie 1956/57 po zajęciu trzeciego miejsca zakwalifikował się do barażów o awans do turnieju finałowego Panhelleńskich Mistrzostw, ale przegrał w dwumeczu z Ethnikos Pireus. W następnym sezonie 1957/58 z pierwszego miejsca bezpośrednio zakwalifikował się do turnieju finałowego Panhelleńskich Mistrzostw, w których uplasował się na czwartej pozycji. W sezonie 1958/59 ponownie zajął trzecie miejsce, ale tym razem w barażach PAE Iraklis 1908 i zakwalifikował się do turnieju finałowego Panhelleńskich Mistrzostw. Drugi sezon w ogólnokrajowych rozgrywkach już nie był takim udanym, dopiero 9.miejsce w końcowej klasyfikacji.
W 1959 po reorganizowaniu systemu rozgrywek i założeniu najwyższej ligi zwanej Alfa Etniki klub startował na najwyższym poziomie zajmując 11.miejsce wśród 16 zespołów. W sezonach 1960/61 był 13., a w 1961/62 i 1962/63 zajmował 12.pozycję. W sezonie 1963/64 zajął 9.miejsce. Sezon 1964/65 zakończył na przedostatniej 15.pozycji i spadł do Beta Etniki. Dopiero po prawie 10 latach klub wrócił do Alfa Etniki w sezonie 1973/74, ale zajął ostatnie 18.miejsce i ponownie spadł do Beta Etniki. W 1983 znów otrzymał promocję do Alfa Etniki, gdzie zakończył sezon 1983/84 na 12.miejscu. W następnym sezonie 1984/85 utrzymał się na 12.miejscu, a w sezonie 1985/86 awansował na 9.lokatę. W kolejnych sezonach zajmował miejsca: 1986/87 – 12., 1987/88 – 11. Sezon 1988/89 zakończył na ostatnim 18.miejscu, ale po wygraniu barażów utrzymał się w lidze. W następnym sezonie 1989/90 znalazł się ostatniej trójce i tym razem spadł do Beta Etniki. W 1992 roku wrócił do Alfa Etniki, zajmując 15.miejsce. Następny sezon 1993/94 zakończył na przedostatniej 17.pozycji i spadł do Beta Etniki. Dopiero w 2004 jako drugi zespół Beta Etniki awansował do Alfa Etniki. W końcowej klasyfikacji sezonu 2004/05 uplasował się na 12.pozycji. W sezonie 2005/06 zajął 9.miejsce. W sezonie 2006/07 liga zmieniła nazwę na Superleague Ellada, a klub znów uplasował się na 12.pozycji. Sezon 2007/08 zakończył na ostatniej 16.pozycji i spadł do Beta Ethniki. W sezonie 2008/09 zajął 12.miejsce w II lidze, ale został zdegradowany do Delty Etniki z powodu nieuregulowanych długów. W 2011 klub wrócił do Futbol Liuk 2. W sezonie 2012/13 zwyciężył w grupie północnej Futbol Liuk 2 i awansował do Futbol Liuk (II poziom). W pierwszym sezonie na II poziomie był siódmym w grupie północnej, w następnym 2014/15 zajął 11.miejsce w grupie północnej i spadł do Gamma Etniki. W sezonie 2016/17 zwyciężył w grupie północnej Gamma Etniki i wrócił do Futbol Liuk. W sezonie 2017/18 klub zmienił nazwę na Apolon Pondu i zajął 7.miejsce w klasyfikacji końcowej.

## Sukcesy

### Trofea międzynarodowe
Nie uczestniczył w rozgrywkach europejskich (stan na 31-05-2018).

### Trofea krajowe
| \| \| Zdobyte trofea w rozgrywkach Grecji (stan na: 31-05-2018) \| |                                                           |      |                                                               |
| Rozgrywki                                                          | Osiągnięcie                                               | Razy | Sezon(y)                                                      |
| Mistrzostwo                                                        | I miejsce                                                 | 0    |                                                               |
| Mistrzostwo                                                        | II miejsce                                                | 0    |                                                               |
| Mistrzostwo                                                        | III miejsce                                               | 0    |                                                               |
| Mistrzostwo                                                        | 4.miejsce                                                 | 1    | 1957/58                                                       |
| Puchar                                                             | zdobywca                                                  | 0    |                                                               |
| Puchar                                                             | finalista                                                 | 0    |                                                               |
| Puchar                                                             | ćwierćfinalista                                           | 7    | 1952/53, 1953/54, 1961/62, 1972/73, 1987/88, 1997/98, 2004/05 |
| II liga                                                            | I miejsce                                                 | 3    | 1972/73, 1982/83, 1991/92                                     |
| II liga                                                            | II miejsce                                                | 1    | 2003/04                                                       |
| II liga                                                            | III miejsce                                               | 0    |                                                               |
| Grecja                                                             | Zdobyte trofea w rozgrywkach Grecji (stan na: 31-05-2018) |      |                                                               |

- Gamma Etniki:
  - mistrz (3x): 1979/80 (gr.północna), 2012/13 (gr.północna), 2016/17 (gr.północna)
- Delta Etniki:
  - mistrz (1x): 2010/11 (gr.północna)
- Mistrzostwo EPS Macedonii:
  - mistrz (2x): 1957/58, 1975/76

## Stadion
Klub rozgrywa swoje mecze domowe na stadionie Kalamaria Stadium w Kalamarii, który może pomieścić 6500 widzów.